# Manuel Puga y Acal
Manuel Puga y Acal (Guadalajara, Jalisco, 8 de octubre de 1860-Ciudad de México, 13 de septiembre de 1930) fue un poeta, periodista, catedrático, político, historiador, traductor y académico mexicano. Es considerado uno de los primeros poetas modernistas mexicanos, publicó con el seudónimo de Brummel.

## Semblanza biográfica
Nació en Guadalajara, sus padres fueron Nicolás Puga y Mercedes Acal. Realizó sus primeros estudios en su ciudad natal, después viajó a Europa para continuar sus estudios en el Lycée Janson-de-Sailly en París y en la École des Mines de Mons en Bélgica.  Fue durante esta época cuando escribió sus primeras obras poéticas en idioma francés.
A su regreso a México, impartió clases en la Escuela Nacional Preparatoria y en la Escuela Nacional de Altos Estudios. Como articulista colaboró para los periódicos El Partido Liberal, El Pabellón Nacional y Excélsior. Mantuvo polémicas con Salvador Díaz Mirón, Juan de Dios Peza y Manuel Gutiérrez Nájera. Como historiador, realizó investigaciones en el Archivo General de la Nación, se especializó en el proceso de la Independencia de México. Realizó traducciones parafrásticas de los poetas Alfred de Musset, Armand Silvestre, Maurice Rollinat y Charles Baudelaire, así como el libro La intervención francesa y el imperio de Maximiliano en México de Émile Ollivier. En la política, se desempeñó como diputado local y federal.
El 9 de octubre de 1918, fue nombrado miembro correspondiente de la Academia Mexicana de la Lengua, poco después fue elegido miembro de número, tomó posesión de la silla XIV el 19 de septiembre de 1922. Murió en la Ciudad de México el 13 de septiembre de 1930.

## Obras publicadas
- Los poetas mexicanos contemporáneos: ensayos críticos de Brummel, 1888.
- Cuentos
- Verdad y Talamantes, primeros mártires de la Independencia, 1908.
- Aliadófilos y germanófilos fundamentos de sus opiniones
- 90 documentos para la historia patria, 1898.
- La fase diplomática de nuestra guerra de Independencia, 1919.
- Lirismos de antaño: versos y prosas, 1923.